# Poleptání

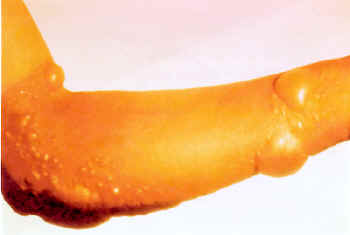
Poleptání na paži, způsobené zpuchýřující otravnou látkou, například yperitem

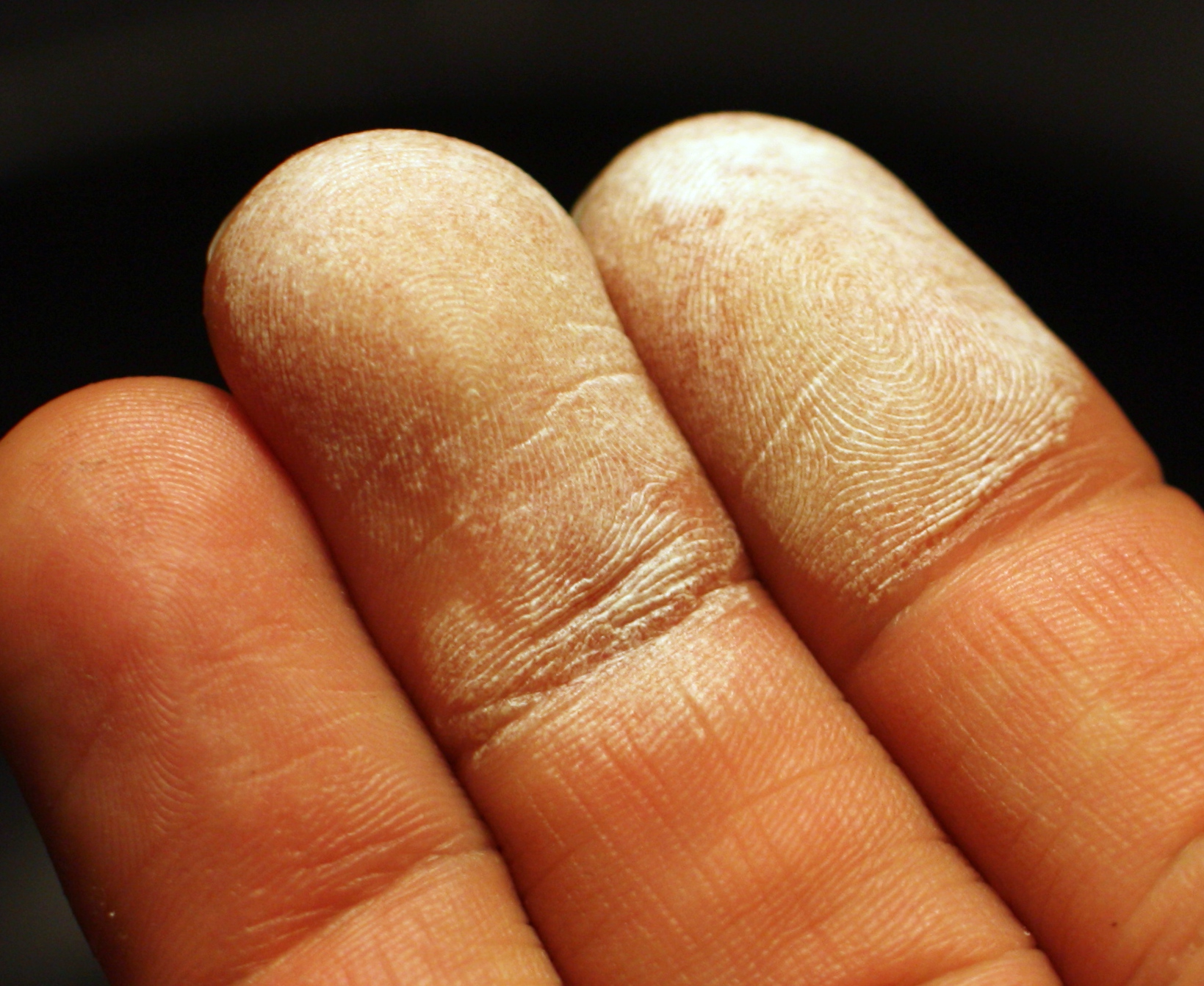
Poleptání kůže 35% roztokem peroxidu vodíku

K poleptání dochází, když je živá tkáň vystavena žíravině, například silné kyselině nebo zásadě. Může způsobit rozsáhlé poškození tkáně. Poleptání se klasifikují podle standardní klasifikace popálenin.
Mezi hlavní druhy dráždivých a žíravých látek patří kyseliny, zásady, oxidační činidla, rozpouštědla, redukční a alkylační činidla. Poleptání mohou způsobovat také některé druhy chemických zbraní, například zpuchýřující látky (kupř. yperit nebo lewisit) nebo látky způsobující kopřivku (kupř. fosgenoxim).
Pro poleptání je charakteristické:
- na rozdíl od popálenin není přítomen zdroj tepla
- vzniká okamžitě při kontaktu s chemikálií
- může být velmi bolestivé nebo naopak nemusí být hned zjevné či zjistitelné

K poleptání může dojít při přímém kontaktu žíraviny s povrchem kůže či očí, při vdechnutí nebo požití. Konkrétní příznaky poleptání závisí na konkrétní chemikálii a na zasaženém místě. Patří mezi ně svědění, pálení, zbělení, ztmavnutí či jiná změna barvy kůže nebo sliznice, zvýšená citlivost, dýchací potíže, krvácení, nekróza tkáně, případně smrt. Běžnými zdroji poleptání jsou například dusičnan stříbrný, kyselina chlorovodíková, kyselina sírová, hydroxid sodný (louh) a hydroxid vápenatý. Mezi profese, kde se vyskytuje poleptání, patří chemická výroba, těžba, medicína a podobně.